# Ленуар, Дени
Дени Ленуар (фр. Denis Lenoir; род. 1949, Париж, Франция) — французский кинооператор.

## Биография
Родился в 1949 году в Париже. Во время обучения в медицинской школе стал заядлым посетителем Французской Синематеки, предпочитая учёбе просмотр фильмов. Его мать посоветовала ему направить свою любовь к кино в нужное русло и он пошел учиться в школу Луи Люмьера. В начале своей карьеры Ленуар работал в качестве помощника оператора, в частности у Рикардо Ароновича и Бернара Лютика. Как самостоятельный оператор дебютировал с документальной короткометражки «Сотело» вышедшей в 1976 году.
Стал одним из инициаторов создания Ассоциации кинооператоров Франции (фр. AFC). Регулярно работает с Оливье Ассаясом. C 1997 года живёт в Лос-Анджелесе и много снимает в США. Член Американского общества кинооператоров.
Выступил соавтором вышедшей в 1986 году книги о Джоне Кассаветисе.

## Фильмография

### Оператор
- 1976 — Сотело / Sotelo (реж. Рауль Руис, документальная короткометражка)
- 1977 — Собачья сходка / Colloque de chiens (реж. Рауль Руис, короткометражный)
- 1986 — Беспорядок / Désordre (реж. Оливье Ассаяс)
- 1987 — Профессор Таран / Le professeur Taranne (реж. Рауль Руис)
- 1987 — Тандем / Tandem (реж. Патрис Леконт)
- 1989 — Дитя зимы / L’enfant de l’hiver (реж. Оливье Ассаяс)
- 1989 — Господин Ир / Monsieur Hire (реж. Патрис Леконт)
- 1990 — Ностальгия по папочке / Daddy Nostalgie (реж. Бертран Тавернье)
- 1991 — Париж пробуждается / Paris s'éveille (реж. Оливье Ассаяс)
- 1991 — Динго / Dingo (реж. Рольф де Хир)
- 1993 — Странные птицы / Drôles d’oiseaux (реж. Петер Кассовиц)
- 1993 — Новая жизнь / Une nouvelle vie (реж. Оливье Ассаяс)
- 1994 — Холодная вода / L’eau froide (реж. Оливье Ассаяс)
- 1996 — Секретный агент / The Secret Agent (реж. Кристофер Хэмптон)
- 1997 — Очень чистый воздух / Un air si pur… (реж. Ив Анжело)
- 1998 — Кровавый четверг / Thursday (реж. Скип Вудс)
- 1998 — Конец августа, начало сентября / Fin août, début septembre (реж. Оливье Ассаяс)
- 2001 — Восстание / Uprising (реж. Джон Авнет, телевизионный; номинация на прайм-таймовую премию «Эмми» за выдающееся операторское мастерство, премия Американского общества кинооператоров)
- 2001 — Старик, читавший любовные романы / The Old Man Who Read Love Stories (реж. Рольф де Хир по одноимённому роману Луиса Сепульведы)
- 2002 — Демон-любовник / Demonlover (реж. Оливье Ассаяс, Бронзовая лягушка на Международном фестивале кинооператорского искусства в Лодзи)
- 2004 — Расчёт / The Clearing (реж. Петер Ян Брюгге)
- 2004 — Контроль / Control (реж. Тим Хантер)
- 2006 — Париж, я люблю тебя (эпизод XIV округ)
- 2007 — 88 минут / 88 Minutes (реж. Джон Авнет)
- 2007 — Ангел / Angel (реж. Франсуа Озон)
- 2008 — Право на убийство / Righteous Kill (реж. Джон Авнет)
- 2009 — Удача винодела / The Vintner’s Luck (реж. Ники Каро)
- 2010 — Карлос / Carlos (реж. Оливье Ассаяс)
- 2012 — Агент под прикрытием / So Undercover (реж. Том Вон)
- 2013 — У порога зимы / Avant l’hiver (реж. Филипп Клодель)
- 2014 — Всё ещё Элис / Still Alice (реж. Ричард Глатцер и Уош Уэстморленд)
- 2014 — Эдем / Eden (реж. Миа Хансен-Лёве)
- 2014 — Грехи отца / Sins of a Father (реж. Эндрю Пиддингтон)
- 2016 — Будущее / L’avenir (реж. Миа Хансен-Лёве)
- 2017 — Состояние рассудка / Three Christs (реж. Джон Эвнет)
- 2019 — Афера в Майами / Wasp Network (реж. Оливье Ассаяс)
- 2021 — Остров Бергмана / Bergman Island (реж. Миа Хансен-Лёве)
- 2022 — Ирма Веп / Irma Vep (реж. Оливье Ассаяс)
- 2022 — Одним прекрасным утром / Un beau matin (реж. Миа Хансен-Лёве)

## Признание
Номинант и лауреат многих премий в Европе, США, Австралии. Кавалер ордена «За заслуги».